# فيليب فرنسيس
فيليب فرنسيس (بالإنجليزية: Philip Francis)‏ هو سياسي أيرلندي، ولد في 22 أكتوبر 1740 في دبلن في جمهورية أيرلندا، وتوفي في 23 ديسمبر 1818 في لندن في المملكة المتحدة. انتخب عضو مجلس الشعب في برلمان بريطانيا العظمى وانتخب نائب في البرلمان ‏ (1784 – 1790).

## روابط خارجية
- فيليب فرنسيس على موقع الموسوعة البريطانية (الإنجليزية)